# Marie Claire
Marie Claire là một tạp chí quốc tế hàng tháng được xuất bản lần đầu tiên tại Pháp vào năm 1937, sau đó là Vương quốc Anh vào năm 1941. Kể từ đó nhiều ấn bản bằng ngôn ngữ khác của tạp chí được xuất bản tại nhiều quốc gia khác nhau. Tuy nội dung chính tập trung vào phụ nữ và một số vấn đề toàn cầu, Marie Claire cũng đưa tin về các chủ đề như sức khỏe, sắc đẹp và thời trang.

## Lịch sử
Tạp chí Marie Claire được sáng lập bởi Jean Prouvost và Marcelle Auclair. Ấn bản đầu tiên ra mắt năm 1937 và phát hành thứ Tư hàng tuần cho đến khi phát hành cổ phiếu để mở thêm chi nhánh ở London năm 1941. Năm 1976, Prouvost nghỉ hưu, giao lại cho con gái ông là Évelyne tiếp quản tạp chí và bổ sung Tập đoàn L'Oréal vào công ty.
Tạp chí thành lập lần thứ hai vào tháng 10 năm 1954 với cùng một người sáng lập, Jean Prouvost, cùng một biên tập viên, Marcelle Auclair, và cùng một sứ mệnh: "mở ra tương lai cho phụ nữ, giúp họ tự làm theo cách của mình trong thời đại thay đổi. Thông tin về các chủ đề đang làm rung chuyển thế giới của họ, cho họ tiếng nói để chia sẻ những thách thức mà họ phải đối mặt và về xã hội mà họ đang sống đang thay đổi như thế nào".
Sự độc đáo của Marie Claire cũng được công nhận là sản phẩm cao cấp. Tạp chí sản xuất trên chất liệu giấy sang trọng, với bố cục mới mẻ, hiện đại và thoáng mát. Tạp chí tràn ngập những hình ảnh minh họa và bản phác thảo thời trang đẹp mắt cân bằng giữa ý tưởng sang trọng và giá cả phải chăng.
Arnaud de Contades tiếp tục đẩy nhanh sự phát triển quốc tế của Marie Claire, ra mắt nó ở Cộng hòa Séc, Hungary, Romania, Ukraine, Indonesia và Trung Đông. Thông qua các thương hiệu tạp chí tập trung vào thời trang, các nền tảng kỹ thuật số mở rộng, các nền tảng truyền thông xã hội và bằng cách gặp gỡ trực tiếp độc giả, Marie Claire hiện kết nối với hơn 90 triệu khán giả quốc tế.
Ngày nay Marie Claire có mặt tại 29 thị trường trên thế giới bao gồm Châu Âu, Châu Mỹ, Châu Á Thái Bình Dương, Nam Phi và Trung Đông, trở thành một trong những thương hiệu thời trang truyền thông dành cho phụ nữ được công nhận rộng rãi nhất trên thế giới.

## Các ấn bản
Hiện tại, Marie Claire đã xuất bản các ấn bản tại hơn 35 quốc gia trên năm lục địa.
Marie Claire có các ấn bản tiếng Ả Rập được xuất bản ở Ả Rập Xê Út, Jordan, Kuwait, Liban, Các Tiểu vương quốc Ả Rập Thống nhất, Ai Cập, Maroc và Algeria. Năm 2010, một phiên bản tiếng Indonesia đã được phát hành. Tạp chí được xuất bản tại Mexico bởi Editorial Televisa từ năm 1990 nhưng đã ngừng xuất bản do đại dịch COVID-19 vào tháng 6 năm 2020 và được xuất bản lại bởi tập đoàn Fashion Group vào tháng 6 năm 2021 và bắt đầu xuất bản ở Argentina dưới trướng Editorial Perfil trong tháng 3 năm 2019.
Một vài ấn bản quốc tế của Marie Claire đã bị ngừng sản xuất ở Colombia (xuất bản từ năm 1991 đến năm 2019), Estonia (xuất bản từ năm 2007 đến năm 2010), Đức (xuất bản từ năm 1990 đến năm 2003), Ấn Độ, Philippines (xuất bản giữa 2005 và 2009), và Ba Lan.